# 2 Girls 1 Cup
2 Girls 1 Cup és el sobrenom no oficial del tràiler per Hungry Bitches, una pel·lícula pornogràfica de fetitxisme escatològic produïda per MFX Media. El tràiler inclou dues dones procedint en unes relacions íntimes de caràcter fetitxista, inclòs el defecar a una tassa, l'agafar torns ostensiblement per consumir l'excrement, i el fet de vomitar-lo dins de la boca de cadascuna. "Lovers Theme", dels Romantic Themes dels Hervé Roy, sona mentrestant.
Aquest tràiler d'un minut és un vídeo viral que acabà sent molt conegut com a mem d'Internet a través dels bloguers i els missatges de fòrum que van ser deguts a les reaccions pel seu contingut gràfic que van suscitar sorpresa i estupor entre tots els espectadors que no veren pel·lícules com eixes abans. A mitjan octubre del 2007, llocs webs de vídeos com YouTube es van inundar amb vídeos que mostren les reaccions d'altres persones en veure el vídeo per primera vegada.